# Plage de Coqueiros (Florianópolis)
Praia de Coqueiros est une plage urbaine de la municipalité de Florianópolis, au Brésil. Elle se situe dans la partie continentale de la municipalité, dans le quartier du même nom, Coqueiros. Elle donne sur la baie Sud.
Du fait de sa situation en centre ville, la plage est aujourd'hui impropre à la baignade.
Elle est constituée de deux plages mitoyennes, la praia do Meio et la praia da Saudade, qui sont utilisées à des fins de loisirs pour la classe moyenne à partir des années 1940. Dans les années 1960, elles font partie des plages les plus fréquentées de la ville de Florianópolis. L'offre de plus en plus importante de plages d'eau claire situées en dehors de la ville fait décliner leur fonction balnéaire,.